# Diga di Tishrin
La diga di Tishrīn è una diga situata in Siria.
La diga è stata costruita a 90 chilometri a est di Aleppo tra il 1991 e il 1999. L'opera è alta 40 metri e dispone di 6 turbine idrauliche in grado di produrre 630 MW. La diga si trova lungo il corso dell'Eufrate ed oltre a quest'ultimo viene alimentata anche dal fiume Sajur. A monte della diga v'è ne un'altra più grande, la diga di Tabqa. La produzione annuale di energia elettrica è di circa 1,6 miliardi di kilowattora. La capacità del bacino idrico, lungo 60 chilometri è di 1,3 chilometri cubi.